# Odorrana tormota
Odorrana tormota is een kikker uit familie echte kikkers (Ranidae).

## Naamgeving
Odorrana tormota werd voor het eerst wetenschappelijk beschreven door Guan-fu Wu in 1977. Oorspronkelijk werd de wetenschappelijke naam Rana tormotus gebruikt en lange tijd stond de soort bekend als Amolops tormotus.

## Verspreiding en habitat
Odorrana tormota komt voor in China ten westen van Shanghai. Het is een vrij onbekende soort, waarvan zelfs nog nooit kikkervisjes zijn aangetroffen. Uiterlijk lijkt de soort sterk op de in Nederland en België veel voorkomende bruine kikker (Rana temporaria).

## Voortplanting
De mannetjes maken hoge, melodieuze, vogelachtige zanggeluiden waarvan een deel valt onder het zogenaamde ultrasone geluid. Hiermee is de kikker het enig bekende niet-zoogdier is dat ultrasone geluiden gebruikt om te communiceren.
Dit geschied door de geluiden met het komvormige en zeer dunne tympanum (trommelvlies) op te vangen. Deze aanpassing is waarschijnlijk ontwikkeld om boven het geluid van watervallen uit te komen, die veel voorkomen in de streken waar de kikker leeft. De meeste kikkers kunnen geluiden horen tot 12 kilohertz, deze soort gaat tot 128 kHz, te hoog voor de mens om te horen en zelfs om met geluidsapparatuur op te vangen.